# Elezioni comunali in Toscana del 2014
Le elezioni comunali in Toscana del 2014 si tennero il 25 maggio, con ballottaggio il 9 giugno.

## Arezzo

### Cortona
| Candidati                   | Candidati                   | Voti                        | %     | Liste                                        | Voti   | %     | Seggi |
| --------------------------- | --------------------------- | --------------------------- | ----- | -------------------------------------------- | ------ | ----- | ----- |
|                             | Francesca Basanieri         | 6.434                       | 51,18 | Partito Democratico                          | 5.725  | 46,21 | 10    |
| Sinistra Ecologia Libertà   | Francesca Basanieri         | 6.434                       | 51,18 | 432                                          | 3,49   | -     |       |
| Cortona Città Aperta        | Francesca Basanieri         | 6.434                       | 51,18 | 275                                          | 2,22   | -     |       |
|                             | Luciano Meoni               | 2.518                       | 20,03 | Futuro per Cortona                           | 2.077  | 16,77 | 2     |
| Lega Nord                   | Luciano Meoni               | 2.518                       | 20,03 | 306                                          | 2,47   | -     |       |
| Seggio al candidato sindaco | Seggio al candidato sindaco | Seggio al candidato sindaco | 20,03 | 1                                            |        |       |       |
|                             | Teodoro Manfreda            | 1.495                       | 11,89 | Forza Italia                                 | 1.505  | 12,15 | 2     |
|                             | Matteo Scorcucchi           | 732                         | 5,82  | Movimento 5 Stelle                           | 721    | 5,82  | 1     |
|                             | Carola Lazzeri              | 611                         | 4,86  | Comitato per Cortona                         | 721    | 5,82  | -     |
|                             | Miro Petti                  | 479                         | 3,81  | Partito Socialista Italiano-Unione di Centro | 457    | 3,69  | -     |
|                             | Andrea Mazzeo               | 302                         | 2,40  | Rifondazione Comunista                       | 292    | 2,36  | -     |
| Totale                      | Totale                      | 12.571                      | 100   |                                              | 12.388 | 100   | 16    |

### San Giovanni Valdarno
| Candidati                          | Candidati                   | Voti                        | %     | Liste                     | Voti  | %     | Seggi |
| ---------------------------------- | --------------------------- | --------------------------- | ----- | ------------------------- | ----- | ----- | ----- |
|                                    | Maurizio Viligiardi         | 4.446                       | 49,12 | Partito Democratico       | 4.098 | 46,42 | 10    |
| Città Futura                       | Maurizio Viligiardi         | 4.446                       | 49,12 | 316                       | 3,58  | -     |       |
|                                    | Francesco Carbini           | 1.950                       | 21,54 | Cresce San Giovanni       | 1.262 | 14,29 | 2     |
| Sinistra per San Giovanni Valdarno | Francesco Carbini           | 1.950                       | 21,54 | 416                       | 4,71  | -     |       |
| Valdarno Città                     | Francesco Carbini           | 1.950                       | 21,54 | 173                       | 1,96  | -     |       |
| Seggio al candidato sindaco        | Seggio al candidato sindaco | Seggio al candidato sindaco | 21,54 | 1                         |       |       |       |
|                                    | Lorenzo Martellini          | 1.245                       | 13,76 | Per Un'Altra San Giovanni | 596   | 6,75  | 1     |
| Forza Italia                       | Lorenzo Martellini          | 1.245                       | 13,76 | 582                       | 6,59  | -     |       |
| Seggio al candidato sindaco        | Seggio al candidato sindaco | Seggio al candidato sindaco | 13,76 | 1                         |       |       |       |
|                                    | Michela Fabbrini            | 1.111                       | 12,27 | Movimento 5 Stelle        | 1.105 | 12,52 | 1     |
|                                    | Pedro Losi                  | 299                         | 3,30  | Sinistra Ecologia Libertà | 281   | 3,18  | -     |
| Totale                             | Totale                      | 9.051                       | 100   |                           | 8.829 | 100   | 16    |

## Firenze

### Bagno a Ripoli
| Candidati                     | Candidati          | Voti   | %     | Liste                            | Voti   | %     | Seggi |
| ----------------------------- | ------------------ | ------ | ----- | -------------------------------- | ------ | ----- | ----- |
|                               | Francesco Casini   | 9.888  | 67,93 | Partito Democratico              | 8.898  | 61,35 | 13    |
| Sinistra Ecologia Libertà     | Francesco Casini   | 9.888  | 67,93 | 470                              | 3,24   | -     |       |
| Guarda Avanti!                | Francesco Casini   | 9.888  | 67,93 | 394                              | 2,72   | -     |       |
| Riformisti per Bagno a Ripoli | Francesco Casini   | 9.888  | 67,93 | 133                              | 0,92   | -     |       |
|                               | Massimo Mari       | 1.408  | 9,67  | Forza Italia                     | 1.411  | 9,73  | 1     |
|                               | Quirina Cantini    | 1.257  | 8,64  | Movimento 5 Stelle               | 1.253  | 8,64  | 1     |
|                               | Beatrice Bensi     | 940    | 6,46  | Cittadinanza Attiva              | 900    | 6,21  | 1     |
|                               | Daniele Locardi    | 365    | 2,51  | Insieme per Bagno a Ripoli       | 353    | 2,43  | -     |
|                               | Michele Barbarossa | 310    | 2,13  | Fratelli d'Italia                | 309    | 2,13  | -     |
|                               | Roberto Travagli   | 262    | 1,80  | Federazione della Sinistra       | 262    | 1,81  | -     |
|                               | Simone Faini       | 126    | 0,87  | Partito Comunista dei Lavoratori | 121    | 0,83  | -     |
| Totale                        | Totale             | 14.556 | 100   |                                  | 14.504 | 100   | 16    |

### Borgo San Lorenzo
| Candidati                 | Candidati      | Voti   | %     | Liste                                | Voti  | %     | Seggi |
| ------------------------- | -------------- | ------ | ----- | ------------------------------------ | ----- | ----- | ----- |
|                           | Paolo Omoboni  | 5.831  | 58,03 | Partito Democratico                  | 3.746 | 37,80 | 8     |
| Borgo Migliore            | Paolo Omoboni  | 5.831  | 58,03 | 1.645                                | 16,60 | 3     |       |
| Sinistra Ecologia Libertà | Paolo Omoboni  | 5.831  | 58,03 | 397                                  | 4,01  | -     |       |
|                           | Franco Frandi  | 1.024  | 10,19 | Dal Cuore di Borgo                   | 999   | 10,08 | 1     |
|                           | Luca Margheri  | 962    | 9,57  | Cambiamo, Insieme                    | 922   | 9,30  | 1     |
|                           | Matteo Gozzi   | 820    | 8,16  | Movimento 5 Stelle                   | 818   | 8,25  | 1     |
|                           | Claudia Masini | 797    | 7,93  | Partito della Rifondazione Comunista | 771   | 7,78  | 1     |
|                           | Luca Ferruzzi  | 615    | 6,12  | Forza Italia                         | 613   | 6,19  | 1     |
| Totale                    | Totale         | 10.049 | 100   |                                      | 9.911 | 100   | 16    |

### Calenzano
| Candidati                                 | Candidati                   | Voti                        | %     | Liste                  | Voti  | %     | Seggi |
| ----------------------------------------- | --------------------------- | --------------------------- | ----- | ---------------------- | ----- | ----- | ----- |
|                                           | Alessio Biagioli ✔️ Sindaco | 7.530                       | 76,94 | Partito Democratico    | 5.732 | 60,12 | 11    |
| Calenzano 2020                            | Alessio Biagioli ✔️ Sindaco | 7.530                       | 76,94 | 1.163                  | 12,20 | 2     |       |
| Rifondazione Comunista-Comunisti Italiani | Alessio Biagioli ✔️ Sindaco | 7.530                       | 76,94 | 164                    | 1,72  | -     |       |
| Partito Socialista Italiano               | Alessio Biagioli ✔️ Sindaco | 7.530                       | 76,94 | 124                    | 1,30  | -     |       |
| Italia dei Valori                         | Alessio Biagioli ✔️ Sindaco | 7.530                       | 76,94 | 110                    | 1,15  | -     |       |
|                                           | Francesco Mastroberti       | 1.120                       | 11,44 | Movimento 5 Stelle     | 1.117 | 11,72 | 1     |
| Seggio al candidato sindaco               | Seggio al candidato sindaco | Seggio al candidato sindaco | 11,44 | 1                      |       |       |       |
|                                           | Daniele Baratti             | 621                         | 6,35  | Forza Italia           | 617   | 6,47  | 1     |
|                                           | Monica Castro Pivetta       | 362                         | 3,70  | Alleanza per Calenzano | 356   | 3,73  | -     |
|                                           | Paolo Giuliani              | 154                         | 1,57  | Liberi di scegliere    | 151   | 1,58  | -     |
| Totale                                    | Totale                      | 9.787                       | 100   |                        | 9.534 | 100   | 16    |

### Castelfiorentino
| Candidati            | Candidati          | Voti  | %     | Liste                | Voti  | %     | Seggi |
| -------------------- | ------------------ | ----- | ----- | -------------------- | ----- | ----- | ----- |
|                      | Alessio Falorni    | 6.375 | 70,87 | Partito Democratico  | 5.087 | 60,13 | 11    |
| Cittadini @ Sinistra | Alessio Falorni    | 6.375 | 70,87 | 772                  | 9,13  | 1     |       |
|                      | Vincenzo Tricarico | 1.004 | 11,16 | Forza Italia         | 1.004 | 11,87 | 2     |
|                      | Federica Zunino    | 820   | 9,12  | Castello a Sinistra  | 804   | 9,50  | 1     |
|                      | Carlo Andrea Zini  | 796   | 8,85  | Insieme per Cambiare | 793   | 9,37  | 1     |
| Totale               | Totale             | 8.995 | 100   |                      | 8.460 | 100   | 16    |

### Certaldo
| Candidati                                                                        | Candidati          | Voti  | %     | Liste                  | Voti  | %     | Seggi |
| -------------------------------------------------------------------------------- | ------------------ | ----- | ----- | ---------------------- | ----- | ----- | ----- |
|                                                                                  | Giacomo Cucini     | 4.352 | 48,05 | Partito Democratico    | 3.580 | 40,01 | 9     |
| Con Giacomo Cucini per Certaldo                                                  | Giacomo Cucini     | 4.352 | 48,05 | 530                    | 5,92  | 1     |       |
| Sinistra per Certaldo (Sinistra Ecologia Libertà-Partito dei Comunisti Italiani) | Giacomo Cucini     | 4.352 | 48,05 | 178                    | 1,99  | -     |       |
|                                                                                  | Fabio Cibecchini   | 1.735 | 19,16 | Movimento 5 Stelle     | 1.714 | 19,16 | 3     |
|                                                                                  | Filippo Ciampolini | 1.287 | 14,21 | Forza Italia           | 1.276 | 14,26 | 2     |
|                                                                                  | Fabio Mangani      | 1.077 | 11,89 | Altrapolitica          | 1.066 | 11,91 | 1     |
|                                                                                  | Carlo Iozzi        | 308   | 3,40  | Scegli il Cambiamento  | 303   | 3,39  | -     |
|                                                                                  | Cinzia Orsi        | 298   | 3,29  | Rifondazione Comunista | 300   | 3,55  | -     |
| Totale                                                                           | Totale             | 9.057 | 100   |                        | 8.947 | 100   | 16    |

### Empoli
| Candidati                     | Candidati                   | Voti                        | %     | Liste                                                        | Voti   | %     | Seggi |
| ----------------------------- | --------------------------- | --------------------------- | ----- | ------------------------------------------------------------ | ------ | ----- | ----- |
|                               | Brenda Barnini              | 13.332                      | 53,84 | Partito Democratico                                          | 10.981 | 45,80 | 13    |
| Questa è Empoli               | Brenda Barnini              | 13.332                      | 53,84 | 2.109                                                        | 8,80   | 2     |       |
|                               | Damasco Morelli             | 3.591                       | 14,50 | Ora Si Cambia Damasco Morelli                                | 1.557  | 6,49  | 1     |
| Ora Si Cambia Damasco Sindaco | Damasco Morelli             | 3.591                       | 14,50 | 1.262                                                        | 5,26   | 1     |       |
| Liberi di Scegliere           | Damasco Morelli             | 3.591                       | 14,50 | 472                                                          | 1,97   | -     |       |
| Seggio al candidato sindaco   | Seggio al candidato sindaco | Seggio al candidato sindaco | 14,50 | 1                                                            |        |       |       |
|                               | Gabriele Sani               | 3.261                       | 13,17 | Movimento 5 Stelle                                           | 3.235  | 13,49 | 3     |
|                               | Dusca Bartoli               | 2.943                       | 11,89 | #FabbricaComuneEmpoli                                        | 1.077  | 4,49  | 1     |
| Sinistra Ecologia Libertà     | Dusca Bartoli               | 2.943                       | 11,89 | 960                                                          | 4,00   | -     |       |
| Sinistra Unita per Empoli     | Dusca Bartoli               | 2.943                       | 11,89 | 720                                                          | 3,00   | -     |       |
| Seggio al candidato sindaco   | Seggio al candidato sindaco | Seggio al candidato sindaco | 11,89 | 1                                                            |        |       |       |
|                               | Francesco Gracci            | 1.633                       | 6,60  | Centrodestra per Empoli (Fratelli d'Italia-Unione di Centro) | 1.602  | 6,68  | 1     |
| Totale                        | Totale                      | 24.760                      | 100   |                                                              | 23.975 | 100   | 24    |

### Figline e Incisa Valdarno
| Candidati      | Candidati           | Voti   | %     | Liste                         | Voti   | %     | Seggi |
| -------------- | ------------------- | ------ | ----- | ----------------------------- | ------ | ----- | ----- |
|                | Giulia Mugnai       | 7.140  | 57,36 | Partito Democratico           | 6.672  | 54,16 | 11    |
| Società Aperta | Giulia Mugnai       | 7.140  | 57,36 | 496                           | 4,03   | -     |       |
|                | Lorenzo Omar Naimi  | 1.616  | 12,98 | Movimento 5 Stelle            | 1.584  | 12,86 | 2     |
|                | Valentina Trambusti | 1.276  | 10,25 | Salvare il Serristori         | 1.237  | 10,04 | 1     |
|                | Roberto Renzi       | 1.110  | 8,92  | Forza Italia-Unione di Centro | 1.085  | 8,81  | 1     |
|                | Simone Lombardi     | 986    | 7,92  | Ideacomune                    | 935    | 7,39  | 1     |
|                | Giorgio Laici       | 319    | 2,56  | Figline Incisa Insieme        | 311    | 2,52  | -     |
| Totale         | Totale              | 12.447 | 100   |                               | 12.320 | 100   | 16    |

### Firenze
| Candidati                             | Candidati                   | Voti                        | %     | Liste                                 | Voti    | %     | Seggi |
| ------------------------------------- | --------------------------- | --------------------------- | ----- | ------------------------------------- | ------- | ----- | ----- |
|                                       | Dario Nardella ✔️ Sindaco   | 111.049                     | 59,15 | Partito Democratico                   | 86.906  | 47,22 | 21    |
| Lista Nardella                        | Dario Nardella ✔️ Sindaco   | 111.049                     | 59,15 | 16.114                                | 8,75    | 3     |       |
| Sostieni Firenze                      | Dario Nardella ✔️ Sindaco   | 111.049                     | 59,15 | 2.604                                 | 1,41    | -     |       |
| Firenze al Centro                     | Dario Nardella ✔️ Sindaco   | 111.049                     | 59,15 | 1.771                                 | 0,96    | -     |       |
| Italia dei Valori                     | Dario Nardella ✔️ Sindaco   | 111.049                     | 59,15 | 1.438                                 | 0,78    | -     |       |
| Sinistra Comune                       | Dario Nardella ✔️ Sindaco   | 111.049                     | 59,15 | 549                                   | 0,29    | -     |       |
| Popolari per Firenze                  | Dario Nardella ✔️ Sindaco   | 111.049                     | 59,15 | 536                                   | 0,29    | -     |       |
|                                       | Marco Stella                | 22.645                      | 12,06 | Forza Italia                          | 17.988  | 9,77  | 3     |
| Cittadini per Firenze                 | Marco Stella                | 22.645                      | 12,06 | 2.654                                 | 1,44    | -     |       |
| Lega Nord                             | Marco Stella                | 22.645                      | 12,06 | 1.598                                 | 0,86    | -     |       |
| Seggio al candidato sindaco           | Seggio al candidato sindaco | Seggio al candidato sindaco | 12,06 | 1                                     |         |       |       |
|                                       | Miriam Amato                | 17.525                      | 9,33  | Movimento 5 Stelle                    | 17.486  | 9,50  | 3     |
|                                       | Tommaso Grassi              | 15.410                      | 8,20  | Sinistra Ecologia Libertà             | 7,677   | 4,17  | 1     |
| Firenze a Sinistra con Tommaso Grassi | Tommaso Grassi              | 15.410                      | 8,20  | 4,376                                 | 2,37    | 1     |       |
| Partito della Rifondazione Comunista  | Tommaso Grassi              | 15.410                      | 8,20  | 2.554                                 | 1,38    | -     |       |
| Seggio al candidato sindaco           | Seggio al candidato sindaco | Seggio al candidato sindaco | 8,20  | 1                                     |         |       |       |
|                                       | Cristina Scaletti           | 8.385                       | 4,46  | La Scaletti Sindaco                   | 6.235   | 3,38  | -     |
| La Città di Tutti                     | Cristina Scaletti           | 8.385                       | 4,46  | 679                                   | 0,36    | -     |       |
| La Città del Saper Fare               | Cristina Scaletti           | 8.385                       | 4,46  | 593                                   | 0,32    | -     |       |
| Seggio al candidato sindaco           | Seggio al candidato sindaco | Seggio al candidato sindaco | 4,46  | 1                                     |         |       |       |
|                                       | Achille Totaro              | 6.465                       | 3,44  | Fratelli d'Italia                     | 3.195   | 1,73  | -     |
| Alleanza per Firenze                  | Achille Totaro              | 6.465                       | 3,44  | 2.981                                 | 1,62    | -     |       |
| Seggio al candidato sindaco           | Seggio al candidato sindaco | Seggio al candidato sindaco | 3,44  | 1                                     |         |       |       |
|                                       | Gianna Scatizzi             | 4.102                       | 2,18  | Nuovo Centrodestra - Unione di Centro | 4.046   | 2,19  | -     |
|                                       | Laura Bennati               | 985                         | 0,52  | Una Città in Comune                   | 973     | 0,52  | -     |
|                                       | Attilio Armando Tronca      | 703                         | 0,37  | Partito Comunista dei Lavoratori      | 702     | 0,38  | -     |
|                                       | Paolo Manneschi             | 441                         | 0,23  | Repubblica Fiorentina                 | 354     | 0,19  | -     |
| Totale                                | Totale                      | 187.710                     |       |                                       | 184.009 |       | 36    |

### Fucecchio
| Candidati                                                                         | Candidati                   | Voti                        | %     | Liste                     | Voti   | %     | Seggi |
| --------------------------------------------------------------------------------- | --------------------------- | --------------------------- | ----- | ------------------------- | ------ | ----- | ----- |
|                                                                                   | Alessio Spinelli            | 6.600                       | 60,08 | Partito Democratico       | 6.202  | 57,43 | 11    |
| Idee e Concretezza per Fucecchio                                                  | Alessio Spinelli            | 6.600                       | 60,08 | 366                       | 3,39   | -     |       |
|                                                                                   | Simone Testai               | 2.273                       | 20,69 | Forza Italia              | 1.434  | 13,28 | 2     |
| Cambiare Davvero!                                                                 | Simone Testai               | 2.273                       | 20,69 | 656                       | 6,07   | -     |       |
| Unione di Centro                                                                  | Simone Testai               | 2.273                       | 20,69 | 102                       | 0,94   | -     |       |
| Seggio al candidato sindaco                                                       | Seggio al candidato sindaco | Seggio al candidato sindaco | 20,69 | 1                         |        |       |       |
|                                                                                   | Lisa Giuggiolini            | 1.150                       | 10,47 | Movimento 5 Stelle        | 1.149  | 10,64 | 1     |
|                                                                                   | Emanuele Cripezzi           | 962                         | 8,76  | Fabbrica Comune Fucecchio | 528    | 4,89  | 1     |
| La Sinistra (Sinistra Ecologia Libertà-Rifondazione Comunista-Comunisti Italiani) | Emanuele Cripezzi           | 962                         | 8,76  | 363                       | 3,36   | -     |       |
| Totale                                                                            | Totale                      | 10.985                      | 100   |                           | 10.800 | 100   | 16    |

### Lastra a Signa
| Candidati                                                              | Candidati                   | Voti                        | %     | Liste                      | Voti   | %     | Seggi |
| ---------------------------------------------------------------------- | --------------------------- | --------------------------- | ----- | -------------------------- | ------ | ----- | ----- |
|                                                                        | Angela Bagni                | 6.840                       | 66,92 | Partito Democratico        | 5.525  | 54,75 | 11    |
| Partito Socialista Italiano                                            | Angela Bagni                | 6.840                       | 66,92 | 543                        | 5,38   | 1     |       |
| Sinistra per Lastra (Sinistra Ecologia Libertà-Rifondazione Comunista) | Angela Bagni                | 6.840                       | 66,92 | 311                        | 3,08   | -     |       |
| Comunisti Italiani                                                     | Angela Bagni                | 6.840                       | 66,92 | 255                        | 2,53   | -     |       |
| Italia dei Valori                                                      | Angela Bagni                | 6.840                       | 66,92 | 162                        | 1,61   | -     |       |
|                                                                        | Nicola Montemurro           | 1.488                       | 14,56 | Forza Italia               | 987    | 9,78  | 1     |
| Montemurro Sindaco                                                     | Nicola Montemurro           | 1.488                       | 14,56 | 453                        | 4,49   | -     |       |
| Seggio al candidato sindaco                                            | Seggio al candidato sindaco | Seggio al candidato sindaco | 14,56 | 1                          |        |       |       |
|                                                                        | Andrea Verdiani             | 1.161                       | 11,36 | Movimento 5 Stelle         | 1.150  | 11,40 | 2     |
|                                                                        | Stefano Falcioni            | 413                         | 4,04  | Insieme per Lastra a Signa | 396    | 3,92  | -     |
|                                                                        | Alessio Pancani             | 319                         | 3,12  | La Lastra nel Cuore        | 310    | 3,07  | -     |
| Totale                                                                 | Totale                      | 10.221                      | 100   |                            | 10.092 | 100   | 16    |

### Pontassieve
| Candidati                 | Candidati             | Voti   | %     | Liste                               | Voti   | %     | Seggi |
| ------------------------- | --------------------- | ------ | ----- | ----------------------------------- | ------ | ----- | ----- |
|                           | Monica Marini         | 8.841  | 74,45 | Partito Democratico                 | 7.232  | 62,24 | 11    |
| Per Monica Marini Sindaco | Monica Marini         | 8.841  | 74,45 | 1.398                               | 12,03  | 2     |       |
|                           | Simone Gori           | 1.554  | 13,09 | Movimento 5 Stelle                  | 1.526  | 13,13 | 2     |
|                           | Alessandro Borgheresi | 1.158  | 9,75  | Forza Italia                        | 1.147  | 9,87  | 1     |
|                           | Alice Miceli          | 322    | 2,71  | Per un'Altra Pontassieve a Sinistra | 317    | 2,73  | -     |
| Totale                    | Totale                | 11.875 | 100   |                                     | 11.620 | 100   | 16    |

### San Casciano in Val di Pesa
| Candidati                 | Candidati            | Voti  | %     | Liste                      | Voti  | %     | Seggi |
| ------------------------- | -------------------- | ----- | ----- | -------------------------- | ----- | ----- | ----- |
|                           | Massimiliano Pescini | 6.781 | 72,28 | Partito Democratico        | 6.011 | 64,78 | 11    |
| Sinistra per San Casciano | Massimiliano Pescini | 6.781 | 72,28 | 687                        | 7,40  | 1     |       |
|                           | Francesco Volpe      | 1.754 | 18,70 | Cittadini per San Casciano | 1.734 | 18,69 | 3     |
|                           | Mariateresa Lumachi  | 847   | 9,03  | Forza Italia               | 847   | 9,13  | 1     |
| Totale                    | Totale               | 9.382 | 100   |                            | 9.279 | 100   | 16    |

### Scandicci
| Candidati                             | Candidati                   | Voti                        | %     | Liste                                | Voti   | %     | Seggi |
| ------------------------------------- | --------------------------- | --------------------------- | ----- | ------------------------------------ | ------ | ----- | ----- |
|                                       | Sandro Fallani              | 19.863                      | 72,72 | Partito Democratico                  | 16.058 | 59,38 | 17    |
| Fare Comune                           | Sandro Fallani              | 19.863                      | 72,72 | 1.810                                | 6,69   | 2     |       |
| Sinistra Ecologia Libertà             | Sandro Fallani              | 19.863                      | 72,72 | 698                                  | 2,58   | -     |       |
| Comunisti Italiani                    | Sandro Fallani              | 19.863                      | 72,72 | 469                                  | 1,73   | -     |       |
| Partito Socialista Italiano           | Sandro Fallani              | 19.863                      | 72,72 | 365                                  | 1,35   | -     |       |
| Italia dei Valori                     | Sandro Fallani              | 19.863                      | 72,72 | 276                                  | 1,02   | -     |       |
|                                       | Fabiana Fulici              | 2.986                       | 10,93 | Movimento 5 Stelle                   | 2.980  | 11,02 | 3     |
|                                       | Leonardo Batistini          | 1.792                       | 6,56  | Fratelli d'Italia                    | 707    | 2,61  | -     |
| Nuovo Centrodestra - Unione di Centro | Leonardo Batistini          | 1.792                       | 6,56  | 536                                  | 1,98   | -     |       |
| Alleanza per Scandicci                | Leonardo Batistini          | 1.792                       | 6,56  | 526                                  | 1,94   | -     |       |
| Seggio al candidato sindaco           | Seggio al candidato sindaco | Seggio al candidato sindaco | 6,56  | 1                                    |        |       |       |
|                                       | Erica Franchi               | 1.712                       | 6,27  | Forza Italia                         | 1.702  | 6,29  | 1     |
|                                       | Enzo Bellocci               | 532                         | 1,95  | Partito della Rifondazione Comunista | 498    | 1,84  | -     |
|                                       | Giuseppe Tallarico          | 430                         | 1,57  | Insieme con i Cittadini              | 419    | 1,55  | -     |
| Totale                                | Totale                      | 27.315                      | 100   |                                      | 27.044 | 100   | 24    |

### Sesto Fiorentino
| Candidati                   | Candidati                   | Voti                        | %     | Liste                     | Voti   | %     | Seggi |
| --------------------------- | --------------------------- | --------------------------- | ----- | ------------------------- | ------ | ----- | ----- |
|                             | Sara Biagiotti              | 5.272                       | 55,67 | Partito Democratico       | 13.101 | 48,49 | 14    |
| Sesto! Siamo Noi            | Sara Biagiotti              | 5.272                       | 55,67 | 1.725                     | 6,39   | 1     |       |
| Federazione della Sinistra  | Sara Biagiotti              | 5.272                       | 55,67 | 362                       | 1,34   | -     |       |
| Italia dei Valori           | Sara Biagiotti              | 5.272                       | 55,67 | 72                        | 0,27   | -     |       |
|                             | Maurizio Quercioli          | 5.002                       | 18,23 | Sinistra Ecologia Libertà | 2.263  | 8,38  | 2     |
| Quercioli Sindaco           | Maurizio Quercioli          | 5.002                       | 18,23 | 1.615                     | 5,98   | 1     |       |
| Un'Altra Sesto è Possibile  | Maurizio Quercioli          | 5.002                       | 18,23 | 741                       | 2,74   | -     |       |
| Seggio al candidato sindaco | Seggio al candidato sindaco | Seggio al candidato sindaco | 18,23 | 1                         |        |       |       |
|                             | Giovanni Policastro         | 2.387                       | 8,70  | Movimento 5 Stelle        | 2.390  | 8,85  | 2     |
|                             | Davide Loiero               | 2.225                       | 8,11  | Forza Italia              | 1.693  | 6,27  | 1     |
| Fratelli d'Italia           | Davide Loiero               | 2.225                       | 8,11  | 528                       | 1,95   | -     |       |
| Seggio al candidato sindaco | Seggio al candidato sindaco | Seggio al candidato sindaco | 8,11  | 1                         |        |       |       |
|                             | Fabrizio Muscas             | 2.063                       | 7,52  | Sesto 2014                | 2.043  | 7,56  | 1     |
|                             | Marcello Massi              | 484                         | 1,76  | Nuovo Centrodestra        | 483    | 1,79  | -     |
| Totale                      | Totale                      | 27.433                      | 100   |                           | 27.016 | 100   | 24    |

### Signa
| Candidati                   | Candidati                   | Voti                        | %     | Liste                                            | Voti  | %     | Seggi |
| --------------------------- | --------------------------- | --------------------------- | ----- | ------------------------------------------------ | ----- | ----- | ----- |
|                             | Alberto Cristianini         | 5.657                       | 62,43 | Partito Democratico                              | 4.952 | 55,50 | 10    |
| Progetto Signa              | Alberto Cristianini         | 5.657                       | 62,43 | 532                                              | 5,96  | 1     |       |
| Italia dei Valori           | Alberto Cristianini         | 5.657                       | 62,43 | 150                                              | 1,68  | -     |       |
|                             | Gianni Vinattieri           | 1.389                       | 15,33 | Forza Italia                                     | 936   | 10,49 | 1     |
| Rinasce Signa               | Gianni Vinattieri           | 1.389                       | 15,33 | 403                                              | 4,52  | -     |       |
| Seggio al candidato sindaco | Seggio al candidato sindaco | Seggio al candidato sindaco | 15,33 | 1                                                |       |       |       |
|                             | Pietro Fauci                | 967                         | 10,67 | Movimento 5 Stelle                               | 957   | 10,73 | 2     |
|                             | Romina Niccolai             | 805                         | 8,88  | Sinistra Ecologia Libertà-Rifondazione Comunista | 750   | 8,41  | 1     |
|                             | Alessandro Innocenti        | 244                         | 2,69  | Fratelli d'Italia-Signa Tricolore                | 243   | 2,72  | -     |
| Totale                      | Totale                      | 9.062                       | 100   |                                                  | 8.923 | 100   | 16    |

## Grosseto

### Follonica
| Candidati                                                                                             | Candidati                   | Voti                        | %     | Liste                                | Voti   | %     | Seggi |
| --- | --------------------------- | --------------------------- | ----- | ------------------------------------ | ------ | ----- | ----- |
| | Andrea Benini               | 5.787                       | 48,48 | Partito Democratico                  | 4.363  | 39,06 | 9     |
| Gente di Follonica                                                                                    | Andrea Benini               | 5.787                       | 48,48 | 491                                  | 4,40   | 1     |       |
| Socialismo Democrazia Ambiente (Partito Socialista Italiano-Centro Democratico-Federazione dei Verdi) | Andrea Benini               | 5.787                       | 48,48 | 453                                  | 4,06   | -     |       |
| Sinistra Ecologia Libertà                                                                             | Andrea Benini               | 5.787                       | 48,48 | 181                                  | 1,62   | -     |       |
| | Daniele Baldi               | 3.344                       | 28,01 | Daniele Baldi Sindaco                | 1.725  | 15,44 | 2     |
| Forza Italia                                                                                          | Daniele Baldi               | 3.344                       | 28,01 | 1.337                                | 11,97  | 1     |       |
| Seggio al candidato sindaco                                                                           | Seggio al candidato sindaco | Seggio al candidato sindaco | 28,01 | 1                                    |        |       |       |
| | Gabriele Cecchini           | 1.794                       | 15,03 | Movimento 5 Stelle                   | 1.673  | 14,98 | 2     |
| | Domenico Fiorani            | 424                         | 3,04  | Partito della Rifondazione Comunista | 364    | 2,79  | -     |
| | Dario Piermaria             | 551                         | 4,62  | Onda Follonica                       | 497    | 4,45  | -     |
| | Fabio Elmini                | 462                         | 3,87  | Rifondazione Comunista               | 279    | 2,50  | -     |
| Progetto Follonica                                                                                    | Fabio Elmini                | 462                         | 3,87  | 172                                  | 1,54   | -     |       |
| Totale                                                                                                | Totale                      | 11.938                      | 100   |                                      | 11.171 | 100   | 16    |

## Livorno

### Cecina
| Candidati                   | Candidati                             | Voti                        | %     | Liste                     | Voti   | %     | Seggi |
| --------------------------- | ------------------------------------- | --------------------------- | ----- | ------------------------- | ------ | ----- | ----- |
|                             | Samuele Lippi Accede al ballottaggio  | 6.473                       | 42,64 | Partito Democratico       | 5.656  | 38,29 | 10    |
| Noi Riformisti per Cecina   | Samuele Lippi Accede al ballottaggio  | 6.473                       | 42,64 | 542                       | 3,67   | -     |       |
| #Cecina 2020 Progressisti   | Samuele Lippi Accede al ballottaggio  | 6.473                       | 42,64 | 318                       | 2,15   | -     |       |
|                             | Paolo Barabino Accede al ballottaggio | 4.381                       | 28,86 | Forza Italia              | 2.499  | 16,92 | 2     |
| Alleanza per Cecina         | Paolo Barabino Accede al ballottaggio | 4.381                       | 28,86 | 906                       | 6,13   | -     |       |
| Arcobaleno per Cecina       | Paolo Barabino Accede al ballottaggio | 4.381                       | 28,86 | 383                       | 2,59   | -     |       |
| Uniti per la Svolta         | Paolo Barabino Accede al ballottaggio | 4.381                       | 28,86 | 247                       | 1,67   | -     |       |
| Seggio al candidato sindaco | Seggio al candidato sindaco           | Seggio al candidato sindaco | 28,86 | 1                         |        |       |       |
|                             | Pamela Tovani                         | 2.233                       | 14,71 | Cecina Insieme            | 907    | 6,14  | 1     |
| Marina per Cecina           | Pamela Tovani                         | 2.233                       | 14,71 | 524                       | 3,55   | -     |       |
| Uniti per Palazzi           | Pamela Tovani                         | 2.233                       | 14,71 | 431                       | 2,92   | -     |       |
| Cecina può Cambiare         | Pamela Tovani                         | 2.233                       | 14,71 | 318                       | 2,15   | -     |       |
| Seggio al candidato sindaco | Seggio al candidato sindaco           | Seggio al candidato sindaco | 14,71 | 1                         |        |       |       |
|                             | Stefano Antonini                      | 1.528                       | 10,07 | Movimento 5 Stelle        | 1.494  | 10,11 | 1     |
|                             | Vincenza Zagaria                      | 566                         | 3,73  | Sinistra Ecologia Libertà | 546    | 3,70  | -     |
| Totale                      | Totale                                | 15.181                      | 100   |                           | 14.771 | 100   | 16    |

### Collesalvetti
| Candidati                             | Candidati                   | Voti  | %     | Liste                       | Voti  | %     | Seggi |
| ------------------------------------- | --------------------------- | ----- | ----- | --------------------------- | ----- | ----- | ----- |
|                                       | Lorenzo Bacci ✔️ Sindaco    | 5.976 | 65,15 | Partito Democratico         | 5.061 | 56,08 | 12    |
| Federazione della Sinistra            | Lorenzo Bacci ✔️ Sindaco    | 5.976 | 65,15 | 411                         | 4,55  | -     |       |
| Collesalvetti Solidale                | Lorenzo Bacci ✔️ Sindaco    | 5.976 | 65,15 | 239                         | 2,65  | -     |       |
| Italia dei Valori                     | Lorenzo Bacci ✔️ Sindaco    | 5.976 | 65,15 | 149                         | 1,65  | -     |       |
|                                       | Daniele Rossi               | 1.623 | 17,70 | Movimento 5 Stelle          | 1.621 | 17,96 | 3     |
|                                       | Stefano Bracci              | 764   | 8,33  | Forza Italia                | 759   | 8,41  | 1     |
|                                       | Giuseppe Francesco Iurescia | 334   | 3,64  | Fratelli d'Italia-Lega Nord | 241   | 2,67  | -     |
| Nuovo Centrodestra - Unione di Centro | Giuseppe Francesco Iurescia | 334   | 3,64  | 90                          | 1,00  | -     |       |
|                                       | Stefano Biagi               | 242   | 2,64  | Uniti per Cambiare          | 233   | 2,58  | -     |
|                                       | Marco Falaschi              | 176   | 1,92  | Scelta Civica               | 165   | 1,83  | -     |
|                                       | Nicola Chierici             | 57    | 0,62  | Libertà di Movimento        | 55    | 0,61  | -     |
| Totale                                | Totale                      | 9.172 | 100   |                             | 9.024 | 100   | 16    |

### Livorno
| Candidati                                          | Candidati                              | Voti                        | %     | Liste                                            | Voti   | %     | Seggi |
| -------------------------------------------------- | -------------------------------------- | --------------------------- | ----- | ------------------------------------------------ | ------ | ----- | ----- |
|                                                    | Marco Ruggeri Accede al ballottaggio   | 34.096                      | 39,97 | Partito Democratico                              | 29.465 | 35,25 | 6     |
| Sinistra Ecologia Libertà                          | Marco Ruggeri Accede al ballottaggio   | 34.096                      | 39,97 | 1.491                                            | 1,78   | -     |       |
| Livorno Decide                                     | Marco Ruggeri Accede al ballottaggio   | 34.096                      | 39,97 | 1.396                                            | 1,67   | -     |       |
| Socialisti e Democratici Europei (PSI - Confronto) | Marco Ruggeri Accede al ballottaggio   | 34.096                      | 39,97 | 1.118                                            | 1,33   | -     |       |
| Italia dei Valori                                  | Marco Ruggeri Accede al ballottaggio   | 34.096                      | 39,97 | 637                                              | 0,76   | -     |       |
| Seggio al candidato sindaco                        | Seggio al candidato sindaco            | Seggio al candidato sindaco | 39,97 | 1                                                |        |       |       |
|                                                    | Filippo Nogarin Accede al ballottaggio | 16.216                      | 19,01 | Movimento 5 Stelle                               | 16.017 | 19,16 | 20    |
|                                                    | Andrea Raspanti                        | 13.973                      | 16,38 | Buongiorno Livorno                               | 7.411  | 8,86  | 2     |
| Sinistra Unita per il Lavoro                       | Andrea Raspanti                        | 13.973                      | 16,38 | 2.662                                            | 3,18   | -     |       |
| Un'Altra Livorno                                   | Andrea Raspanti                        | 13.973                      | 16,38 | 1.766                                            | 2,11   | -     |       |
| Amiamo Livorno                                     | Andrea Raspanti                        | 13.973                      | 16,38 | 1.369                                            | 1,63   | -     |       |
| Seggio al candidato sindaco                        | Seggio al candidato sindaco            | Seggio al candidato sindaco | 16,38 | 1                                                |        |       |       |
|                                                    | Elisa Amato Nicosia                    | 6.234                       | 7,30  | Forza Italia                                     | 6.240  | 7,46  | 1     |
|                                                    | Marco Cannito                          | 5.411                       | 6,34  | Città Diversa                                    | 4.271  | 5,11  | -     |
| DASUL                                              | Marco Cannito                          | 5.411                       | 6,34  | 593                                              | 0,70   | -     |       |
| Seggio al candidato sindaco                        | Seggio al candidato sindaco            | Seggio al candidato sindaco | 6,34  | 1                                                |        |       |       |
|                                                    | Marcella Amadio                        | 3.965                       | 4,64  | Amadio Sindaco (FdI - UDC - LN)                  | 3.896  | 4,66  | -     |
|                                                    | Ugo De Carlo                           | 1.628                       | 1,90  | Ugo De Carlo Sindaco (Votare per Cambiare - FFD) | 1.550  | 1,85  | -     |
|                                                    | Costanza Vaccaro                       | 1.506                       | 1,76  | Nuovo Centrodestra                               | 1.495  | 1,78  | -     |
|                                                    | Cristiano Toncelli                     | 1.052                       | 1,23  | Progetto per Livorno                             | 1.008  | 1,20  | -     |
|                                                    | Jacopo Toninelli                       | 720                         | 0,84  | Movimento Cinque e Cinque                        | 716    | 0,85  | -     |
|                                                    | Ruggero Rognoni                        | 485                         | 0,56  | Partito Comunista dei Lavoratori                 | 471    | 0,56  | -     |
| Totale                                             | Totale                                 | 85.286                      |       |                                                  | 83.572 |       | 32    |

Ballottaggio
| Candidati | Candidati                  | Voti   | %     |
| --------- | -------------------------- | ------ | ----- |
|           | Filippo Nogarin ✔️ Sindaco | 35.899 | 53,06 |
|           | Marco Ruggeri              | 31.759 | 46,94 |
| Totale    | Totale                     | 67.658 |       |

### Piombino
| Candidati                                                    | Candidati                   | Voti   | %     | Liste                                                        | Voti   | %     | Seggi |
| ------------------------------------------------------------ | --------------------------- | ------ | ----- | ------------------------------------------------------------ | ------ | ----- | ----- |
|                                                              | Massimo Giuliani ✔️ Sindaco | 10.331 | 55,47 | Partito Democratico                                          | 8.802  | 48,05 | 13    |
| Spirito Libero                                               | Massimo Giuliani ✔️ Sindaco | 10.331 | 55,47 | 721                                                          | 3,94   | 1     |       |
| Sinistra per Piombino (Italia dei Valori-Comunisti Italiani) | Massimo Giuliani ✔️ Sindaco | 10.331 | 55,47 | 686                                                          | 3,74   | 1     |       |
|                                                              | Daniele Pasquinelli         | 2.937  | 15,77 | Movimento 5 Stelle                                           | 2.900  | 15,83 | 3     |
|                                                              | Francesco Ferrari           | 1.867  | 10,02 | Ferrari Sindaco (Forza Italia-Lega Nord-La Destra-Nuovo PSI) | 1.818  | 9,92  | 2     |
|                                                              | Fabrizio Callaioli          | 1.077  | 5,78  | Partito della Rifondazione Comunista                         | 1.038  | 5,67  | 1     |
|                                                              | Riccardo Gelichi            | 700    | 3,76  | Ascolta Piombino                                             | 682    | 3,72  | 1     |
|                                                              | Marina Riccucci             | 698    | 3,75  | Un'Altra Piombino                                            | 684    | 3,73  | 1     |
|                                                              | Luigi Coppola               | 542    | 2,91  | Svolta Popolare                                              | 525    | 2,87  | -     |
|                                                              | Fabrizio Pierini            | 474    | 2,54  | Nuovo Centrodestra-L'Alternativa                             | 463    | 2,53  | -     |
| Totale                                                       | Totale                      | 18.626 | 100   |                                                              | 18.319 | 100   | 24    |

### Rosignano Marittimo
| Candidati                      | Candidati                     | Voti                        | %     | Liste                              | Voti   | %     | Seggi |
| ------------------------------ | ----------------------------- | --------------------------- | ----- | ---------------------------------- | ------ | ----- | ----- |
|                                | Alessandro Franchi ✔️ Sindaco | 9.074                       | 54,44 | Partito Democratico                | 7.593  | 46,39 | 14    |
| Noi Riformisti                 | Alessandro Franchi ✔️ Sindaco | 9.074                       | 54,44 | 588                                | 3,59   | 1     |       |
| Il Cambio                      | Alessandro Franchi ✔️ Sindaco | 9.074                       | 54,44 | 467                                | 2,85   | -     |       |
| Movimento Civico per Rosignano | Alessandro Franchi ✔️ Sindaco | 9.074                       | 54,44 | 287                                | 1,75   | -     |       |
|                                | Serena Mancini                | 2.772                       | 16,63 | Movimento 5 Stelle                 | 2.743  | 16,76 | 4     |
|                                | Niccolò Gherarducci           | 1.860                       | 11,16 | Rosignano Democratica e Socialista | 909    | 5,55  | 1     |
| Sinistra Unita per il Lavoro   | Niccolò Gherarducci           | 1.860                       | 11,16 | 862                                | 5,27   | 1     |       |
| Seggio al candidato sindaco    | Seggio al candidato sindaco   | Seggio al candidato sindaco | 11,16 | 1                                  |        |       |       |
|                                | Marco Nati                    | 1.649                       | 9,89  | Forza Italia                       | 1.638  | 10,01 | 2     |
|                                | Nerina Monti                  | 580                         | 3,48  | Sinistra Ecologia Libertà          | 565    | 3,45  | -     |
|                                | Riccardo Bertini              | 312                         | 1,87  | Insieme                            | 306    | 1,87  | -     |
|                                | Massimo Radicchi              | 296                         | 1,78  | Fratelli d'Italia-Lega Nord        | 285    | 1,74  | -     |
|                                | Giovanni Marella              | 126                         | 0,76  | Cantiere Rosignano                 | 126    | 0,77  | -     |
| Totale                         | Totale                        | 16.669                      | 100   |                                    | 16.369 | 100   | 24    |

## Lucca

### Capannori
| Candidati                   | Candidati                   | Voti                        | %     | Liste                      | Voti   | %     | Seggi |
| --------------------------- | --------------------------- | --------------------------- | ----- | -------------------------- | ------ | ----- | ----- |
|                             | Luca Menesini               | 13.829                      | 57,22 | Partito Democratico        | 8.877  | 37,71 | 11    |
| Capannori 2020              | Luca Menesini               | 13.829                      | 57,22 | 1.968                      | 8,36   | 2     |       |
| Scelta Popolare             | Luca Menesini               | 13.829                      | 57,22 | 1.109                      | 4,71   | 1     |       |
| I Moderati                  | Luca Menesini               | 13.829                      | 57,22 | 1.043                      | 4,43   | 1     |       |
| Sinistra Ecologia Libertà   | Luca Menesini               | 13.829                      | 57,22 | 451                        | 1,92   | -     |       |
|                             | Maria Pia Bertolucci        | 7.156                       | 29,61 | Forza Italia               | 2.822  | 11,99 | 3     |
| Unione di Centro            | Maria Pia Bertolucci        | 7.156                       | 29,61 | 1.650                      | 7,01   | 2     |       |
| Insieme si Può              | Maria Pia Bertolucci        | 7.156                       | 29,61 | 1.530                      | 6,50   | 1     |       |
| Nuovo Centrodestra          | Maria Pia Bertolucci        | 7.156                       | 29,61 | 530                        | 2,25   | -     |       |
| Fratelli d'Italia           | Maria Pia Bertolucci        | 7.156                       | 29,61 | 472                        | 2,01   | -     |       |
| Seggio al candidato sindaco | Seggio al candidato sindaco | Seggio al candidato sindaco | 29,61 | 1                          |        |       |       |
|                             | Renato Pini                 | 2.303                       | 9,53  | Movimento 5 Stelle         | 2.224  | 9,45  | 2     |
|                             | Francesca Palazzi           | 880                         | 3,64  | Alleanza per i Beni Comuni | 865    | 3,67  | -     |
| Totale                      | Totale                      | 24.168                      | 100   |                            | 23.541 | 100   | 24    |

### Massarosa
| Candidati                                  | Candidati                   | Voti                        | %     | Liste               | Voti   | %     | Seggi |
| ------------------------------------------ | --------------------------- | --------------------------- | ----- | ------------------- | ------ | ----- | ----- |
|                                            | Franco Mungai               | 8.077                       | 65,12 | Partito Democratico | 4.359  | 35,73 | 6     |
| Noi per Massarosa                          | Franco Mungai               | 8.077                       | 65,12 | 2.153               | 17,65  | 3     |       |
| Sinistra Comune-Federazione della Sinistra | Franco Mungai               | 8.077                       | 65,12 | 1.366               | 11,20  | 2     |       |
|                                            | Nicola Montalto             | 2.382                       | 19,20 | Forza Italia        | 1.586  | 13,00 | 2     |
| Fratelli d'Italia                          | Nicola Montalto             | 2.382                       | 19,20 | 377                 | 3,09   | -     |       |
| Nuovo Centrodestra                         | Nicola Montalto             | 2.382                       | 19,20 | 247                 | 2,02   | -     |       |
| Lega Nord                                  | Nicola Montalto             | 2.382                       | 19,20 | 186                 | 1,52   | -     |       |
| Seggio al candidato sindaco                | Seggio al candidato sindaco | Seggio al candidato sindaco | 19,20 | 1                   |        |       |       |
|                                            | Samuele Marsili             | 1.260                       | 10,16 | Movimento 5 Stelle  | 1.241  | 10,17 | 1     |
|                                            | Alberto Coluccini           | 685                         | 5,52  | Associazione Civica | 686    | 5,62  | 1     |
| Totale                                     | Totale                      | 12.404                      | 100   |                     | 12.201 | 100   | 16    |

## Pisa

### Pontedera
| Candidati                             | Candidati                   | Voti                        | %     | Liste                     | Voti   | %     | Seggi |
| ------------------------------------- | --------------------------- | --------------------------- | ----- | ------------------------- | ------ | ----- | ----- |
|                                       | Simone Millozzi             | 8.808                       | 60,54 | Partito Democratico       | 6.592  | 46,54 | 9     |
| Per Pontedera! Simone Uno di Noi      | Simone Millozzi             | 8.808                       | 60,54 | 1.521                     | 10,74  | 2     |       |
| Sinistra Ecologia Libertà             | Simone Millozzi             | 8.808                       | 60,54 | 376                       | 2,65   | -     |       |
|                                       | Domenico Pandolfi           | 2.336                       | 16,05 | Forza Italia              | 1.300  | 9,18  | 1     |
| Fratelli d'Italia                     | Domenico Pandolfi           | 2.336                       | 16,05 | 818                       | 5,77   | -     |       |
| Nuovo Centrodestra - Unione di Centro | Domenico Pandolfi           | 2.336                       | 16,05 | 196                       | 1,38   | -     |       |
| Seggio al candidato sindaco           | Seggio al candidato sindaco | Seggio al candidato sindaco | 16,05 | 1                         |        |       |       |
|                                       | Andrea Paolucci             | 1.802                       | 12,38 | Movimento 5 Stelle        | 1.803  | 12,73 | 2     |
|                                       | Alessandro Puccinelli       | 1.170                       | 8,04  | Lista Civica Indipendente | 1.137  | 8,03  | 1     |
|                                       | Gian Luca Baccini           | 434                         | 2,98  | Rifondazione Comunista    | 422    | 2,98  | -     |
| Totale                                | Totale                      | 14.550                      | 100   |                           | 14.165 | 100   | 16    |

### San Giuliano Terme
| Candidati                             | Candidati                   | Voti                        | %     | Liste                        | Voti   | %     | Seggi |
| ------------------------------------- | --------------------------- | --------------------------- | ----- | ---------------------------- | ------ | ----- | ----- |
|                                       | Sergio Di Maio              | 7.932                       | 46,17 | Partito Democratico          | 6.771  | 39,77 | 13    |
| Sinistra Ecologia Libertà             | Sergio Di Maio              | 7.932                       | 46,17 | 592                          | 3,48   | 1     |       |
| Democratici Riformisti                | Sergio Di Maio              | 7.932                       | 46,17 | 536                          | 3,15   | 1     |       |
|                                       | Giuseppe Strignano          | 2.316                       | 13,48 | Movimento 5 Stelle           | 2.293  | 13,47 | 3     |
|                                       | Giusto Nicosia              | 2.207                       | 12,85 | Forza Italia                 | 1.286  | 7,55  | 1     |
| Cittadini & Territorio                | Giusto Nicosia              | 2.207                       | 12,85 | 664                          | 3,90   | -     |       |
| Nuovo Centrodestra - Unione di Centro | Giusto Nicosia              | 2.207                       | 12,85 | 282                          | 1,66   | -     |       |
| Seggio al candidato sindaco           | Seggio al candidato sindaco | Seggio al candidato sindaco | 12,85 | 1                            |        |       |       |
|                                       | Luca Barbuti                | 1.648                       | 9,59  | L'Altra San Giuliano         | 1.638  | 9,62  | 2     |
|                                       | Mauro Parducci              | 1.003                       | 5,84  | Impegno e Solidarietà        | 577    | 3,39  | -     |
| Insieme per San Giuliano              | Mauro Parducci              | 1.003                       | 5,84  | 370                          | 2,17   | -     |       |
| Seggio al candidato sindaco           | Seggio al candidato sindaco | Seggio al candidato sindaco | 5,84  | 1                            |        |       |       |
|                                       | Giacomo Mannocci            | 780                         | 4,54  | Fratelli d'Italia            | 455    | 2,67  | -     |
| Noi Adesso San Giuliano               | Giacomo Mannocci            | 780                         | 4,54  | 302                          | 1,77   | -     |       |
| Seggio al candidato sindaco           | Seggio al candidato sindaco | Seggio al candidato sindaco | 4,54  | 1                            |        |       |       |
|                                       | Alessandra Pellegrini       | 670                         | 3,90  | Vivere San Giuliano Terme    | 650    | 3,82  | -     |
|                                       | Claudio Baroncini           | 623                         | 3,63  | Un Cittadino per i Cittadini | 609    | 3,58  | -     |
| Totale                                | Totale                      | 17.179                      | 100   |                              | 17.025 | 100   | 24    |

### San Miniato
| Candidati                   | Candidati                   | Voti                        | %     | Liste                       | Voti   | %     | Seggi |
| --------------------------- | --------------------------- | --------------------------- | ----- | --------------------------- | ------ | ----- | ----- |
|                             | Vittorio Gabbanini          | 9.410                       | 61,76 | Partito Democratico         | 8.268  | 54,80 | 11    |
| Riformisti per San Miniato  | Vittorio Gabbanini          | 9.410                       | 61,76 | 676                         | 4,48   | -     |       |
| #SanMiniatoviva             | Vittorio Gabbanini          | 9.410                       | 61,76 | 410                         | 2,72   | -     |       |
|                             | Alessandro Niccoli          | 1.924                       | 12,63 | Movimento 5 Stelle          | 1.913  | 12,68 | 2     |
|                             | Carlo Corsi                 | 1.788                       | 11,73 | Forza Italia                | 1.372  | 9,09  | 1     |
| Nuovo Centrodestra          | Carlo Corsi                 | 1.788                       | 11,73 | 417                         | 2,76   | -     |       |
| Seggio al candidato sindaco | Seggio al candidato sindaco | Seggio al candidato sindaco | 11,73 | 1                           |        |       |       |
|                             | Laura Cavallini             | 1.288                       | 8,45  | Immagina San Miniato        | 1.224  | 8,11  | 1     |
|                             | Valentino Giorgi            | 827                         | 5,43  | Comunisti Uniti San Miniato | 807    | 5,35  | -     |
| Totale                      | Totale                      | 15.237                      | 100   |                             | 15.087 | 100   | 16    |

## Pistoia

### Monsummano Terme
| Candidati                   | Candidati                   | Voti                        | %     | Liste                                            | Voti   | %     | Seggi |
| --------------------------- | --------------------------- | --------------------------- | ----- | ------------------------------------------------ | ------ | ----- | ----- |
|                             | Rinaldo Vanni               | 5.717                       | 51,56 | Partito Democratico                              | 4.706  | 43,22 | 9     |
| Passione Amaranto           | Rinaldo Vanni               | 5.717                       | 51,56 | 487                                              | 4,47   | 1     |       |
| Unione di Centro            | Rinaldo Vanni               | 5.717                       | 51,56 | 232                                              | 2,13   | -     |       |
| Partito Socialista Italiano | Rinaldo Vanni               | 5.717                       | 51,56 | 210                                              | 1,93   | -     |       |
| Italia dei Valori           | Rinaldo Vanni               | 5.717                       | 51,56 | 80                                               | 0,73   | -     |       |
|                             | Giacomo Pasqui              | 1.603                       | 14,46 | Bene Comune                                      | 722    | 6,63  | 1     |
| Progetto Comune             | Giacomo Pasqui              | 1.603                       | 14,46 | 715                                              | 6,57   | -     |       |
| Seggio al candidato sindaco | Seggio al candidato sindaco | Seggio al candidato sindaco | 14,46 | 1                                                |        |       |       |
|                             | Rodolfo Cioni               | 1.270                       | 11,45 | Movimento 5 Stelle                               | 1.264  | 11,61 | 2     |
|                             | Michele Moceri              | 1.045                       | 9,42  | Forza Italia                                     | 1.046  | 9,61  | 2     |
|                             | Alessio Boldrini            | 518                         | 4,67  | Alessio Boldrini Sindaco                         | 504    | 4,63  | -     |
|                             | Tiziana Adele Scannella     | 428                         | 3,86  | Cittadinanza Resistenza                          | 428    | 3,93  | -     |
|                             | Natale Paolo Gangemi        | 297                         | 2,68  | Progetto in Comune                               | 286    | 2,63  | -     |
|                             | Paola Beretta               | 211                         | 1,90  | Sinistra Ecologia Libertà-Rifondazione Comunista | 208    | 1,91  | -     |
| Totale                      | Totale                      | 11.089                      | 100   |                                                  | 10.888 | 100   | 16    |

### Montecatini Terme
| Candidati                                                  | Candidati                   | Voti                        | %     | Liste                                         | Voti   | %     | Seggi |
| ---------------------------------------------------------- | --------------------------- | --------------------------- | ----- | --------------------------------------------- | ------ | ----- | ----- |
|                                                            | Giuseppe Bellandi           | 4.879                       | 47,06 | Partito Democratico                           | 3.698  | 36,68 | 9     |
| Montecatinesi per Bellandi Sindaco                         | Giuseppe Bellandi           | 4.879                       | 47,06 | 689                                           | 6,83   | 1     |       |
| La Città che Vogliamo                                      | Giuseppe Bellandi           | 4.879                       | 47,06 | 346                                           | 3,43   | -     |       |
|                                                            | Riccardo Sensi              | 3.549                       | 34,23 | Forza Italia                                  | 2.086  | 20,69 | 2     |
| Mi Piace Sensi Sindaco                                     | Riccardo Sensi              | 3.549                       | 34,23 | 956                                           | 9,48   | 1     |       |
| Patto per la Città (Fratelli d'Italia-Lega Nord-La Destra) | Riccardo Sensi              | 3.549                       | 34,23 | 311                                           | 3,08   | -     |       |
| Amici di Montecatini Terme                                 | Riccardo Sensi              | 3.549                       | 34,23 | 185                                           | 1,83   | -     |       |
| Seggio al candidato sindaco                                | Seggio al candidato sindaco | Seggio al candidato sindaco | 34,23 | 1                                             |        |       |       |
|                                                            | Cristiano Berti             | 933                         | 9,00  | Movimento 5 Stelle                            | 889    | 8,82  | 1     |
|                                                            | Silvia Motroni              | 803                         | 7,75  | Ora Silvia Motroni Sindaco                    | 507    | 5,03  | -     |
| Unione di Centro-Rinnovamento Montecatini                  | Silvia Motroni              | 803                         | 7,75  | 217                                           | 2,15   | -     |       |
| Seggio al candidato sindaco                                | Seggio al candidato sindaco | Seggio al candidato sindaco | 7,75  | 1                                             |        |       |       |
|                                                            | Luca Chiti                  | 117                         | 1,13  | Rete dei Cittadini                            | 112    | 1,11  | -     |
|                                                            | Pieraldo Ciucchi            | 86                          | 0,83  | Partito Socialista Italiano-Diritti e Bisogni | 87     | 0,86  | -     |
| Totale                                                     | Totale                      | 10.367                      | 100   |                                               | 10.083 | 100   | 16    |

### Pescia
| Candidati                                                   | Candidati                   | Voti                        | %     | Liste               | Voti  | %     | Seggi |
| ----------------------------------------------------------- | --------------------------- | --------------------------- | ----- | ------------------- | ----- | ----- | ----- |
|                                                             | Oreste Giurlani             | 6.250                       | 63,38 | Partito Democratico | 3.772 | 39,03 | 8     |
| Pescia è di Tutti                                           | Oreste Giurlani             | 6.250                       | 63,38 | 1.248               | 12,91 | 2     |       |
| Partito Socialista Italiano-Pescia Insieme                  | Oreste Giurlani             | 6.250                       | 63,38 | 596                 | 6,17  | -     |       |
| Rifondazione Comunista                                      | Oreste Giurlani             | 6.250                       | 63,38 | 339                 | 3,51  | -     |       |
| La Bicicletta (Sinistra Ecologia Libertà-Italia dei Valori) | Oreste Giurlani             | 6.250                       | 63,38 | 168                 | 1,74  | -     |       |
|                                                             | Luca Biscioni               | 1.822                       | 18,48 | Forza Italia        | 1.535 | 15,88 | 2     |
| Nuovo Centrodestra - Unione di Centro                       | Luca Biscioni               | 1.822                       | 18,48 | 256                 | 2,65  | -     |       |
| Seggio al candidato sindaco                                 | Seggio al candidato sindaco | Seggio al candidato sindaco | 18,48 | 1                   |       |       |       |
|                                                             | Angelo Morini               | 1.401                       | 14,21 | Movimento 5 Stelle  | 1.358 | 14,05 | 2     |
|                                                             | Roberto Franchini           | 388                         | 3,93  | Alleanza per Pescia | 392   | 4,06  | -     |
| Totale                                                      | Totale                      | 9.861                       | 100   |                     | 9.664 | 100   | 16    |

## Prato

### Prato
| Candidati                                 | Candidati                   | Voti                        | %     | Liste                                                  | Voti   | %     | Seggi |
| ----------------------------------------- | --------------------------- | --------------------------- | ----- | ------------------------------------------------------ | ------ | ----- | ----- |
|                                           | Matteo Biffoni ✔️ Sindaco   | 53.167                      | 58,18 | Partito Democratico                                    | 42.151 | 46,80 | 18    |
| Con Matteo Biffoni per Prato              | Matteo Biffoni ✔️ Sindaco   | 53.167                      | 58,18 | 5.682                                                  | 6,30   | 2     |       |
| Sinistra Ecologia Libertà                 | Matteo Biffoni ✔️ Sindaco   | 53.167                      | 58,18 | 2.267                                                  | 2,51   | -     |       |
| Federazione della Sinistra                | Matteo Biffoni ✔️ Sindaco   | 53.167                      | 58,18 | 1.047                                                  | 1,16   | -     |       |
| La Città per Noi                          | Matteo Biffoni ✔️ Sindaco   | 53.167                      | 58,18 | 533                                                    | 0,59   | -     |       |
| Scelta per Prato (SC - CD - PLI)          | Matteo Biffoni ✔️ Sindaco   | 53.167                      | 58,18 | 527                                                    | 0,58   | -     |       |
| Italia dei Valori                         | Matteo Biffoni ✔️ Sindaco   | 53.167                      | 58,18 | 323                                                    | 0,35   | -     |       |
|                                           | Roberto Cenni               | 26.240                      | 28,71 | Forza Italia                                           | 9.114  | 10,12 | 4     |
| Prato con Cenni                           | Roberto Cenni               | 26.240                      | 28,71 | 8.809                                                  | 9,78   | 3     |       |
| Prato Libera e Sicura                     | Roberto Cenni               | 26.240                      | 28,71 | 3.241                                                  | 3,59   | 1     |       |
| Fratelli d'Italia                         | Roberto Cenni               | 26.240                      | 28,71 | 1.938                                                  | 2,15   | -     |       |
| Lega Nord                                 | Roberto Cenni               | 26.240                      | 28,71 | 1.097                                                  | 1,21   | -     |       |
| Unione di Centro                          | Roberto Cenni               | 26.240                      | 28,71 | 834                                                    | 0,92   | -     |       |
| Io Cambio                                 | Roberto Cenni               | 26.240                      | 28,71 | 284                                                    | 0,31   | -     |       |
| Alleanza Sociale                          | Roberto Cenni               | 26.240                      | 28,71 | 224                                                    | 0,24   | -     |       |
| Lega Toscana                              | Roberto Cenni               | 26.240                      | 28,71 | 176                                                    | 0,19   | -     |       |
| Seggio al candidato sindaco               | Seggio al candidato sindaco | Seggio al candidato sindaco | 28,71 | 1                                                      |        |       |       |
|                                           | Mariangela Verdolini        | 8.341                       | 9,12  | Movimento 5 Stelle                                     | 8,277  | 9,19  | 3     |
|                                           | Mario Tognocchi             | 913                         | 0,99  | Scaricare Tutto Tutti                                  | 780    | 0,96  | -     |
| Le Associazioni per Scaricare Tutto Tutti | Mario Tognocchi             | 913                         | 0,99  | 65                                                     | 0,07   | -     |       |
|                                           | Carlo La Vigna              | 862                         | 0,94  | Nuovo Centrodestra                                     | 904    | 1,00  | -     |
|                                           | Emiliano Bonini             | 855                         | 0,93  | Emiliano Bonini Sindaco (FFD - Indipendenti per Prato) | 828    | 0,91  | -     |
|                                           | Riccardo Bini               | 465                         | 0,50  | Città Forte                                            | 442    | 0,49  | -     |
|                                           | Alessandro Rubino           | 396                         | 0,43  | Prato Viva                                             | 384    | 0,42  | -     |
|                                           | Gisberto Gallucci           | 135                         | 0,14  | Partito Umanista                                       | 123    | 0,13  | -     |
| Totale                                    | Totale                      | 91.374                      |       |                                                        | 90.050 |       | 32    |

## Siena

### Colle di Val d'Elsa
| Candidati                   | Candidati                   | Voti                        | %     | Liste               | Voti   | %     | Seggi |
| --------------------------- | --------------------------- | --------------------------- | ----- | ------------------- | ------ | ----- | ----- |
|                             | Paolo Canocchi              | 4.866                       | 41,51 | Su per Colle        | 4.735  | 40,97 | 10    |
|                             | Miriana Bucalossi           | 5.255                       | 44,83 | Partito Democratico | 3.694  | 31,96 | 4     |
| Per Muovere il Fare         | Miriana Bucalossi           | 5.255                       | 44,83 | 670                 | 5,80   | -     |       |
| Sinistra per Colle          | Miriana Bucalossi           | 5.255                       | 44,83 | 464                 | 4,01   | -     |       |
| Giovani per Colle           | Miriana Bucalossi           | 5.255                       | 44,83 | 411                 | 3,56   | -     |       |
| Seggio al candidato sindaco | Seggio al candidato sindaco | Seggio al candidato sindaco | 44,83 | 1                   |        |       |       |
|                             | Roberto Galgani             | 1.601                       | 13,66 | Movimento 5 Stelle  | 1.583  | 13,70 | 1     |
| Totale                      | Totale                      | 11.722                      | 100   |                     | 11.557 | 100   | 16    |

### Poggibonsi
| Candidati                 | Candidati            | Voti   | %     | Liste                  | Voti   | %     | Seggi |
| ------------------------- | -------------------- | ------ | ----- | ---------------------- | ------ | ----- | ----- |
|                           | David Bussagli       | 10.076 | 64,39 | Partito Democratico    | 9.378  | 60,31 | 12    |
| Sinistra Ecologia Libertà | David Bussagli       | 10.076 | 64,39 | 671                    | 4,32   | -     |       |
|                           | Francesco Michelotti | 2.378  | 15,20 | Insieme Poggibonsi     | 2.340  | 15,05 | 2     |
|                           | Gennaro Cifariello   | 1.470  | 9,39  | Movimento 5 Stelle     | 1.469  | 9,45  | 1     |
|                           | Alessandra Ticci     | 918    | 5,87  | Forza Italia           | 907    | 5,83  | 1     |
|                           | Loriano Checcucci    | 807    | 5,16  | Rifondazione Comunista | 596    | 3,83  | -     |
| Sinistra per Poggibonsi   | Loriano Checcucci    | 807    | 5,16  | 188                    | 1,21   | -     |       |
| Totale                    | Totale               | 15.649 | 100   |                        | 15.549 | 100   | 16    |